# IC 1812
IC 1812 је елиптична галаксија у сазвјежђу Еридан која се налази на листи објеката дубоког неба у Индекс каталогу.
Деклинација објекта је - 42° 48' 41" а ректасцензија 2h 29m 31,8s. Привидна величина (магнитуда) објекта IC 1812 износи 12,2 а фотографска магнитуда 13,2. IC 1812 је још познат и под ознакама ESO 246-19, MCG -7-6-8, AM 0227-430, PGC 9486.